# Moonage Daydream (film)
Pour la chanson de David Bowie, voir Moonage Daydream.
Pour plus de détails, voir Fiche technique et Distribution.
Moonage Daydream est un film documentaire de 2022  sur l'auteur-compositeur-interprète anglais David Bowie. Il tire son titre de sa chanson éponyme de 1971.  Écrit, réalisé, produit et édité par Brett Morgen, le film utilise des images inédites des archives personnelles de Bowie y compris des images de concerts en direct. C'est le premier film à être officiellement autorisé par la succession de Bowie.
Moonage Daydream a été projeté en première mondiale au Festival de Cannes 2022.

## Synopsis
Un portrait de l'artiste David Bowie, avec à la fois un montage kaléidoscopique mélangeant les époques et une chronologie partant de Ziggy Stardust pour arriver à la rencontre avec Iman - en passant par la période américaine, la période berlinoise et celle des années 80. Le commentaire n'est constitué que de déclarations de Bowie lui-même.

## Production
En 2021, Variety dévoile que Brett Morgen prépare depuis quatre ans un film sur David Bowie, mort en janvier 2016. C'est le premier film biographique officiellement autorisé par les héritiers du chanteur,. Travaillant en coopération avec les gestionnaires de sa succession, Morgen a eu accès à un fonds d'archives de cinq millions d'articles de pièces, comprenant des peintures, des dessins, des enregistrements, des photographies, des films et des journaux. Tony Visconti a produit la bande originale, comme il a produit pendant des années les enregistrements de Bowie,.

### Fiche technique
Sauf indication contraire, les informations mentionnées dans cette section peuvent être confirmées par la base de données cinématographiques IMDb,  présente dans la section « Liens externes ».
- Titre original : Moonage Daydream
- Réalisation : Brett Morgen
- Scénario : Brett Morgen
- Producteurs exécutifs : Aisha Cohen, Tom Cyrana, Eileen D'Arcy, Kathi Rivkim Daum, Debra Eisenstadt, Bill Gerber, Justus Haerder, Ryan Kroft, Hartwig Masuch, Heather Parry, Michael Rapino et Bill Zysblat
- Producteurs associés : Helen Butcher et Lauren Ospala
- Coproducteurs : Tracy Flannigan et Andrew Murray
- Sociétés de production : BMG - Live Nation Productions - Public Road Productions
- Sociétés de distribution :
  - France : Universal Pictures International
  - États-Unis : Neon, HBO Documentary Films
- Pays de production :  États-Unis,  Allemagne
- Langue originale : anglais
- Format : couleur - DCP (Digital Cinema Package)
- Genre : Documentaire, musical
- Durée : 140 min

### Bande originale
La bande son de l'album se compose de morceaux live rares ou inédits, et de remixes nouvellement créés, entrecoupés de monologues de Bowie lui-même.
| No  | Titre                                                                       | Durée |
| --- | --------------------------------------------------------------------------- | ----- |
| 1.  | Time… One of the Most Complex Expressions…                                  |       |
| 2.  | Ian Fish U.K. Heir (Moonage Daydream Mix 1)                                 |       |
| 3.  | Hallo Spaceboy (Remix Moonage Daydream Edit)                                |       |
| 4.  | Wild Eyed Boy From Freecloud (Live) (Stereo)                                |       |
| 5.  | All The Young Dudes (Live) (Stereo)                                         |       |
| 6.  | Oh! You Pretty Things (Live) (Stereo)                                       |       |
| 7.  | Life on Mars? (2016 Mix – Moonage Daydream Edit)                            |       |
| 8.  | Moonage Daydream (Live) (Stereo)                                            |       |
| 9.  | Medley: The Jean Genie / Love Me Do / The Jean Genie (Live) [ft. Jeff Beck] |       |
| 10. | The Light (Excerpt)                                                         |       |
| 11. | Warszawa (Live Moonage Daydream Edit)                                       |       |
| 12. | Quicksand (2021 Mix – Early Version)                                        |       |
| 13. | Medley: Future Legend / Diamonds Dogs Intro / Cracked Actor                 |       |
| 14. | Rock ‘n’ Roll With Me (Live)                                                |       |
| 15. | Aladdin Sane (Moonage Daydream Edit)                                        |       |
| 16. | Subterraneans (2017 Remaster)                                               |       |
| 17. | Space Oddity (Moonage Daydream Mix)                                         |       |
| 18. | V-2 Schneider (2017 Remaster)                                               |       |
| 19. | Sound and Vision (Moonage Daydream Mix)                                     |       |
| 20. | A New Career in a New Town (Moonage Daydream Mix)                           |       |
| 21. | Word on a Wing (Moonage Daydream Mix Excerpt)                               |       |
| 22. | “Heroes” (Live Moonage Daydream Edit)                                       |       |
| 23. | D.J. (Moonage Daydream Mix)                                                 |       |
| 24. | Ashes to Ashes (Moonage Daydream Mix)                                       |       |
| 25. | Move On (Moonage Daydream A Cappella Mix Edit)                              |       |
| 26. | Moss Garden (Moonage Daydream Edit)                                         |       |
| 27. | Cygnet Committee / Lazarus (Moonage Daydream Mix)                           |       |
| 28. | Memory of a Free Festival (Harmonium Edit)                                  |       |
| 29. | Modern Love (Moonage Daydream Mix)                                          |       |
| 30. | Let’s Dance (Live Moonage Daydream Edit)                                    |       |
| 31. | The Mysteries (Moonage Daydream Mix)                                        |       |
| 32. | Rock ‘n’ Roll Suicide (Live Moonage Daydream Edit)                          |       |
| 33. | Ian Fish U.K. Heir (Moonage Daydream Mix 2)                                 |       |
| 34. | Word on a Wing (Moonage Daydream Mix)                                       |       |
| 35. | Hallo Spaceboy (Live Moonage Daydream Mix)                                  |       |
| 36. | I Have Not Been to Oxford Town (Moonage Daydream A Cappella Mix Edit)       |       |
| 37. | “Heroes”: IV. Sons of the Silent Age (Excerpt)                              |       |
| 38. | ★ (Moonage Daydream Film Mix Edit)                                          |       |
| 39. | Ian Fish U.K. Heir (Moonage Daydream Mix Excerpt)                           |       |
| 40. | Memory of a Free Festival (Moonage Daydream Mix Edit)                       |       |
| 41. | Starman (Original Single Mix) (2015 Remaster)                               |       |
| 42. | You’re Aware of a Deeper Existence…                                         |       |
| 43. | Changes (2015 Remaster)                                                     |       |
| 44. | Let Me Tell You One Thing…                                                  |       |
| 45. | Well, You Know What This Has Been an Incredible Pleasure…                   |       |

- Tony Visconti - Producteur
- John Warhurst, Nina Hartstone - Ingénieurs du son
- Bill Stein - Ingénieur du réenregistrement
- Jannek Zechner - Ingénieur de mixage
- Brett Morgen - Conception et édition des mashups musicaux

### Promotion
Une première bande-annonce est téléversée sur YouTube le 23 mai 2022. La bande-annonce complète sort le 27 juillet.

## Accueil

### Sortie
C'est au Festival de Cannes 2022 le 23 mai 2022 que se tient la première de Moonage Daydream,. Le film sort en IMAX et dans les salles aux États-Unis le 16 septembre 2022 et le 21 septembre en France.
Les dates de sortie sont :
- - France : 23 mai 2022 (première mondiale - Festival de Cannes) ; 21 septembre 2022 (Sortie nationale)
  - États-Unis : 16 septembre 2022
  - Allemagne : 15 septembre 2022

### Critique
Le site Metacritic donne une note de 82⁄100 pour 32 critiques. Le site Rotten Tomatoes donne une note de 90% pour 103 critiques. En France, le documentaire obtient une moyenne de 3,1⁄5 selon Allociné, après que le site ait répertorié 22 critiques de cinéma.

### Commentaires
Pour essayer de caractériser le film, Enrique Seknadje écrit : "Moonage Daydream est un documentaire subjectif, confinant parfois au trip psychédélique. Il traduit la vision morgenienne de l’univers Bowie – il est un point de vue documenté, pour reprendre une formule du cinéaste français Jean Vigo utilisée à une tout autre une époque, dans un autre contexte. Brett Morgen a d’ailleurs déclaré : «  Ce que le public expérimente durant le film est basé sur mon ressenti lorsque j’ai passé en revue tous les médias connus de l’artiste qu’il fut ». Et il est une tentative de restitution de ce que pourrait avoir été le mental de Bowie, constamment ou à certains moments de son existence : un chaudron bouillonnant, un vaisseau conduit parfois sous influence (...), une énergie hautement créative" .

### Box-office
Pour son premier jour d'exploitation en France, le documentaire réalise 6 334 entrées, dont 4 006 en avant-première, pour 131 copies. Avec ce chiffre, Moonage Daydream se positionne sixième du box-office des nouveautés, derrière Koati (9 295) et devant Ninjababy (2 722).

## Distinctions
- Festival de Cannes 2022 : sélection en séance de minuit
- Festival du cinéma américain de Deauville 2022 : sélection en section Les Docs de l'Oncle Sam
- Festival international du film de Toronto 2022 : sélection en section Special Presentations
- Festival international du film de Saint-Sébastien 2022 : sélection en section Perlak